# Hải lưu Angola
Hải lưu Angola là một hải lưu chảy dọc theo vùng ven biển phía tây châu Phi theo hướng nam. Nó tạo thành phần phía đông của hoàn lưu Guinea và được hình thành từ nước của nghịch lưu xích đạo và hải lưu Benguela.
Hải lưu này được các nhà khoa học Nga phát hiện trong hành trình chuyến thám hiểm hải dương học của phân viện nghiên cứu ngư nghiệp và hải dương Đại Tây Dương (АтлантНИРО) thuộc Viện Nghiên cứu Ngư nghiệp và Hải dương toàn Nga (ВНИРО) do Moroshkin K.V. chỉ huy. Ban đầu nó được đặt tên là "hải lưu Nam", nhưng tên gọi này được coi là không thích hợp và người ta đã đổi tên nó thành "hải lưu Angola", theo tên gọi của quốc gia mà nó chảy dọc theo bờ biển.
Người ta biết rằng nó tạo ra các hiệu ứng tương tự trong sự nổi nước lên như El Niño, nhưng tác động của nó yếu hơn.